# Aphis callunae
Aphis callunae är en insektsart som beskrevs av Theobald 1915. Aphis callunae ingår i släktet Aphis och familjen långrörsbladlöss. Arten är reproducerande i Sverige. Inga underarter finns listade i Catalogue of Life.